# Montipora danae
Montipora danae là một loài san hô trong họ Acroporidae. Loài này được Milne Edwards and Haime mô tả khoa học năm 1851.